# Hermann-Josef Stübben

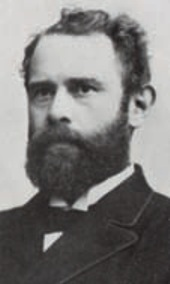
Hermann-Josef Stübben

Hermann Josef Stübben (Hülchrath (Duitsland), 18 februari 1845 - Frankfurt am Main, 8 december 1936) was een befaamd Duits architect en stedenbouwkundige. Hij is ook bekend als Joseph Stübben. Hij was de zoon van de houthandelaar Franz Joseph Stübben (1821-1900) en van Sophie Wyrich (1821-1900), en de kleinzoon van de restaurateur-herbergier Matthias Stübben (1756-1827). Hij was getrouwd met Ottilie Ortmann (1845-1916). Ze hadden vijf kinderen die allen vroeger dan hun vader stierven.

## Leven en loopbaan

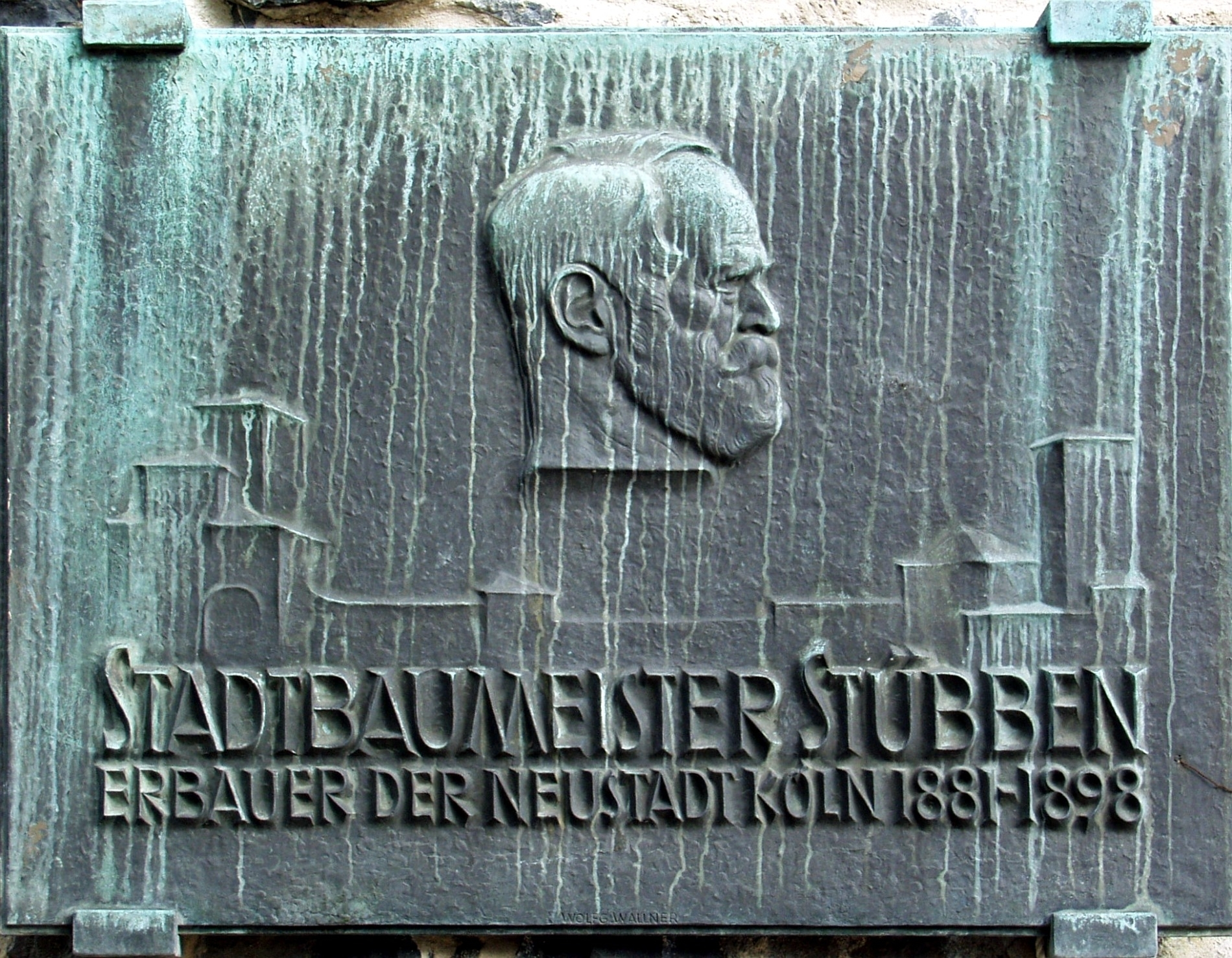
Hermann-Josef Stübben, Hahnentorburg, Keulen

Na zijn studies van 1864 tot 1870 aan de Bauakademie in Berlijn, begon Joseph Stübben in 1871 als 'Regierungsbaumeister' voor de bouw van spoorwegen in Elberfeld en Holzminden. Van 1876 tot 1881 was hij stadsarchitect voor Aken. Van 1881 tot 1898 was hij stadsarchitect voor Keulen. Hij was ook van 1892 tot 1898 voorzitter van de Commissie voor de uitbreiding van Posen, thans Poznań. Van 1898 tot 1902 was hij bestuurder bij de elektriciteitsmaatschappij Helios, van 1904 tot 1920 was hij 'Geheimer Oberbaurat' in Berlijn. Na 1920 bracht hij rustige jaren door in Münster en overleed in Frankfurt am Main.
Nadat in Keulen de acht km lange middeleeuwse stadsomwalling was gesloopt, ontwierp Stübben de nieuwe stadsgedeelten, en restaureerde hij de overblijvende monumenten, zoals de Hahnentorburg, de Eigelsteintorburg en de Bayenturm. Hij ontwierp de Kölner Ringboulevard. Op 14 mei 1891 werd Stübben vereerd met de titel van 'Beigeordnete' in erkenning van zijn verdiensten bij de uitbreiding van de stad. In 1884 zat hij de Havencommissie voor die de nieuwe haven van Keulen ontwierp.
Stübben werd erelid van de architectenbonden in Keulen, Aken, Parijs, Münster in Westfalen, Berlijn, Parijs, Brussel, Londen, Rome, Boekarest, Sint-Petersburg en Wenen.
Aan de Hahnentorburg in Keulen bevindt zich een gedenkplaat voor hem. In Dortmund en Berlijn zijn een straat naar hem genoemd en in Brugge een stadswijk.
Joseph Stübben trad in vele steden op als raadgever, zowel in Duitsland als in andere landen. Naar zijn ontwerpen werden gebouwen en stadswijken gebouwd, gewijzigd, gerestaureerd. Hij won vele wedstrijden en ontving talrijke onderscheidingen.

## Werken
Stübben maakte stedenbouwkundige ontwerpen voor onder meer:
- Berlijn
- Bromberg
- Düsseldorf
- Dortmund
- Koblenz (Stübben-Plan, 1889)
- Düsseldorf-Oberkassel
- Saarlouis
- Kiel (Stübben-Plan, 1901)
- Luxemburg
- Posen

In Keulen maakte hij ontwerpen voor:
- de Kölner Ringe
- het Hohenstaufenbad
- de Brüsseler Platz
- de Rheinauhafen

## Stübben in België
De reputatie van Stübben maakte dat hij in contact kwam met de Belgische koning-stedenbouwkundige Leopold II. Deze liet hem de Tervurenlaan aanleggen die moest leiden tot aan het prestigieuze Museum voor Midden-Africa, oorspronkelijk het Koloniaal Museum. Soms is ten onrechte ook het aanleggen van het Ter Kamerenbos aan Stübben toegeschreven. Dit was het werk van zijn landgenoot Édouard Keilig (1827-1895) die hiervoor in 1862 de opdracht van de stad Brussel kreeg.
In het kielzog van de koninklijke opdracht kwamen er andere.
In Klemskerke - De Haan had Leopold II een eigendom van een honderd hectare die hij in concessie gaf aan een vennootschap die er, volgens de plannen van Stübben, een nieuwe badplaats ontwikkelde. Daarnaast liet de koning nog, in een uitgebreide wijk, eveneens door Stübben ontworpen, een honderdtal villa's in Anglo-Normandische stijl bouwen, die aan particuliere eigenaars in erfpacht van lange duur werden geconcedeerd.
Duinbergen, een aan de zee grenzend groot terrein tussen Knokke en Heist, kwam in het bezit van de Brugse familie Van Caillie. Ook zij deden beroep op Stübben om aan deze nieuwe badplaats een passende stedenbouwkundige allure te geven.
Ook de familie Lippens, eigenares van het grootste deel van de badstad Knokke, deed een beroep op Stübben. De dorpskern werd niet speciaal onder handen genomen en groeide met de jaren uit tot een nogal saai stadsgebied. Anders ging het eraan toe met het gedeelte dat Het Zoute werd genoemd, het gebied gelegen tussen Knokke-dorp en de Nederlandse grens. Ook hier ontwierp Stübben een badplaats volgens de hem bekende formules. Hij betoonde eerbied voor het duinenlandschap en bouwde daarrond een landelijke, grillige en weidse omgeving, die hij opvulde met villa's die volgens strikte bouwvoorschriften in het geheel moesten passen. De Anglo-Normandische cottagestijl kreeg ook hier de voorkeur.
Brugge was een van de 'troetelkinderen' van koning Leopold II. Geen wonder dat, toen ook hier moest aan uitbreiding gedacht, in functie van de nieuwe haven, op de vertrouweling van de koning, Stübben, werd een beroep gedaan. De geschiedenis hiervan is nog niet geschreven. Zo is het niet bekend in welke mate het Stübben was die aanstuurde op het dichtmaken over enkele honderden meter van de buitengracht rond Brugge. Dit werd nodig geacht om vanuit de binnenstad betere toegang te hebben tot de Noordelijke nieuwe haven in opbouw. Leopold II was over die aantasting van de stedelijke gaafheid bijzonder boos. Hij liet een ganse tijd na om nog naar Brugge te komen. Toen hij dan wel weer eens kwam, was het voor een privébezoek. Burgemeester Visart had zich ziek gemeld, omdat hij de koninklijke toorn wilde ontwijken. Het was dan ook een vervangende schepen die door de koning de levieten werd gelezen.
Het ontwerp van Stübben voor het deel van het onlangs geannexeerde Sint-Pieters-op-den-Dijk, gelegen tussen de historische stad en de Oostendse vaart, bestond uit twee delen. Aan de zuidkant van de Scheepsdalelaan ontwierp hij een riante residentiële wijk voor de burgerij, met brede straten en heel wat ruimte voor bomen en groen. Daar ook werd de parochiekerk gesitueerd. Aan de noordkant kwam een meer bescheiden wijk, bestemd om huisvesting te verschaffen aan de havenarbeiders en plaats te bieden aan kleine nijverheid en ambachten. De straten waren er iets minder breed, maar ook hier werden toch een paar pleinen aangelegd en heel wat bomen geplant. Het is deze tweede wijk die de naam "Stübbenkwartier" tot op vandaag draagt.

## Publicaties
Stübben schreef onder meer:
- 1890: Der Städtebau im Handbuch der Architektur
- 1895: Der Bau der Städte in Geschichte und Gegenwart
- 1896: Hygiene des Städtebaues
- 1902: Die Bedeutung der Bauordnungen und Stadtbauplänen für das Wohnungswesen
- 1912: Vom englischen Städtebau
- 1915: Vom französischen Städtebau